# کرچان
روستای کرچان این روستا از توابع پیشکوه موگویی شهرستان فریدون‌شهر است. از شمال به روستای سکان-از غرب به روستای ابول-از جنوب به رودخانه وهرگان و از شرق به روستای وهرگان مشرف است.
مردم این روستا بختیاری بوده و مؤسس این آبادی آقا نقی موری(هفت لنگ) فرزند عبدالله در سال۱۳۱۷ه. ش وفات نمود.
در این روستا فامیلهای مورموگویی و یک خانوار مومنی زندگی می‌کنند.
از زیباییهای این روستا می‌توان چشمه بردی-رودخانه و تنگ سرتنگ را نام برد.
کُرچ یا کُرچه به معنای محل خوش آب و هوا و سرسبز ، گان به معنای مردمان(کرچگان: مردمان سرزمین سبز)